# パラスケビ・パトリドゥ
パラスケビ“ボウラ”・パトリドゥ（ギリシア語: Παρασκευή "Βούλα" Πατουλίδου, 1965年3月29日 - ）は、ギリシャの陸上競技選手。1992年バルセロナオリンピックの金メダリストである。ギリシャ北部マケドニア国境に程近い、トリポターモ出身。

## 経歴
パトリドゥは、1992年バルセロナオリンピックでは、100mハードルに出場。予選を12秒96の自己ベストで準決勝にコマを進めると、準決勝でも12秒88と、更新したばかりの自己ベストを再度更新し、ギリシャの女子陸上競技選手としてはじめてオリンピックの決勝に勝ち上がった。
翌日の決勝レース、この大会ですでに100mで金メダルを手にしていたアメリカのゲイル・ディバースが優勝候補の筆頭であった。スタートしてすぐディバースが飛び出すとその差を保ったまま最終ハードル、ところがここで信じられないことに、ほぼ金メダルを手にしていたディバースはハードルに足を引っ掛け大きくバランスを崩し大減速。ディバースは、後ろから襲い掛かってきた選手たちに次々と追い抜かれ、選手たちは一団でゴールになだれ込んだ。レースはパトリドゥが胸の差さしきって、トップでゴールしたのは明らかであったが、ゴール直後、パトリドゥは銀メダルを獲得したと思い込み両手を挙げ大喜び。場内のスクリーンでリプレイされたレースを見て、大番狂わせの金メダルを獲得したことを確認すると、地面に両膝を突き、両手で顔を覆い、驚きの表情を表現した。パトリドゥは、ギリシャの女性選手としてオリンピック史上初の金メダリストとなった。
パトリドゥの金メダル以降、ギリシャは大会ごとメダルの数を増やしていっており（1992年:2個、1996年:8個、2000年:13個、2004年:16個）、これはパトリドゥの金メダルがギリシャのスポーツ界に息を吹き込んだといわれている。
バルセロナオリンピックの後、パトリドゥは、彼女のもとの専門種目であった走幅跳に再転向する。彼女は、100mハードルと同じくよい結果を残せると信じていた。1996年アトランタオリンピックでは、決勝に進出し10位となり、彼女の選択は正しかったことが証明された。2000年シドニーオリンピックでは100mと4×100mリレーに出場。ともに初戦で敗れている。
パトリドゥは、1996年アトランタオリンピックと2004年アテネオリンピックの両大会の開会式で、最終聖火ランナーへとトーチをつなげる聖火ランナーを務めた。

## 自己ベスト
- 100m - 11秒32 (2000年7月8日)
- 100mハードル - 12秒64 (1992年8月6日)
- 走幅跳 - 6m37 (1996年8月2日)

## 主な実績
| 年   | 大会         | 場所                       | 種目         | 結果      | 記録   |
| ---- | ------------ | -------------------------- | ------------ | --------- | ------ |
| 1992 | オリンピック | バルセロナ(スペイン)       | 100mハードル | 1位       | 12秒64 |
| 1996 | オリンピック | アトランタ(アメリカ合衆国) | 走幅跳       | 10位      | 6m37   |
| 2000 | オリンピック | シドニー(オーストラリア)   | 100m         | 5位（h）  | 11秒65 |
| 2000 | オリンピック | シドニー(オーストラリア)   | 4×100mリレー | 7位（sf） | 43秒53 |

- hは1次予選、sfは準決勝